# Márkó Futács
Márko Futács (Budimpešta, 22. veljače 1990.) bivši je mađarski nogometaš.

## Klupska karijera
Profesionalnu karijeru je započeo u 2009. godini u drugoj momčadi njemačkog Werder Bremena. Potom je potpisao jednogodišnji ugovor s engleskim Portsmouthom. Protiv West Ham Uniteda je mađarski napadač debitirao u rujnu te godine. Prvi gol je pao protiv ruskog FK Rostova mjesec dana kasnije. 2. srpnja 2012. godine je Futács napustio Portsmouth, koji mu je odbio poboljšati ugovor. Desetek dana kasnije je ga preuzeo Leicester City, koji ga je angažirao kao zamjena za Stevea Howarda. Futács je dobio dres broj 29. 28. kolovoza te godine je zabio svoj prvi pogodak u dresu The Foxesa protiv Burton Albiona u Ligi kupa. Zatim ga je Blackpool posudio na mjesec dana, gdje je istog dana debitirao protiv Birmingham Cityja. Nakon Blackpoola je se Futács po prvi put profesionalno pridružio klubu iz domovine, Diósgyőriju. U isti mjesec je debitirao napadač, zabivši i prvi pogodak u dresu mađarskog kluba protiv Puskás Akadémije. Futács je se iz rodne zemlje preselio u Tursku, gdje je potpisao na dvije godine s Mersin İdmanyurdum u 2014. godini. Dvije godine kasnije je se Futács priključio Hajdukovoj momčadi. Na Gradskom stadionu u Sinju je Hajduk u prijateljskoj utakmici slavio s 1:0 protiv NK Junaka, gdje je se Futács ozljedio u 80. minuti. U prvoj utakmici španjolskog trenera Joana Carilla na klupi Hajduka su pale četiri crvena kartona. U tom dvoboju protiv Cibalije je Futács zabio dva gola u sudačkoj nadoknadi za konačnik 1:2. Dana 22. travnja 2017. godine Hajduk je nakon 8,5 godina slavio protiv Dinama na Maksimiru, a Futács je bio jedan od najzaslužnijih u pobjedi, asistiravši Ercegu za prvi gol i zabivši za konačnih 0:2. U 35. kolu 1. HNL 2016./17., u pobjedi Hajduka nad zaprešićkim Interom od 6:0, zabio je 4 gola. Sezonu 2016./17. završava kao prvi strijelac lige s 18 golova, a prvi je igrač Hajduka koji je to ostvario nakon 25 godina i Ardiana Koznikua.Nakon raskida ugovora s Hajdukom, 29. siječnja potpisuje za mađarski Vidi.
Statistika u Hajduku
| Natjecanje        | Nastupi | Zgoditci |
| ----------------- | ------- | -------- |
| Prvenstvo         | 26      | 18       |
| Kup               | 2       | 3        |
| Superkup          | 0       | 0        |
| Međunarodne       | 3       | 1        |
| Splitski podsavez | 0       | 0        |
| Ukupno            | 31      | 22       |
| Prijateljske      | 10      | 4        |
| Sveukupno         | 41      | 26       |

## Reprezentativna karijera
Futács je bio dio mađarske reprezentacije do 20 godina koja je osvojila treće mjesto na Svjetskom prvenstvu do 20 godina u Egiptu u 2009. godini. Na tom natjecanju je zabio jedan gol u polufinalima protiv Gane. Za mađarsku nogometnu reprezentaciju je debitirao u 2014. godini protiv Finske.

## Vanjske poveznice
- Profil na Transfermarktu
- Profil na Soccerwayu  Arhivirana inačica izvorne stranice od 22. travnja 2016. (Wayback Machine)